# سرافیما بریوسووا
سرافیما سمیونوفنا بریوسووا (انگلیسی: Serafima Bryusova; ۳۱ دسامبر ۱۸۹۴ – ۱۹۵۸ (۶۲−۶۳ سال)) یکی از اولین جراحان مغز و اعصاب زن در جهان بود و نقش مهمی در شکل‌گیری جراحی مغز و اعصاب روسیه ایفا کرد. او که هم پزشک و هم دارای دکترای فلسفه بود، بخش عمده‌ای از زندگی خود را صرف تحقیق و پیشرفت در زمینه جراحی مغز و اعصاب کرد. بریوسووا یکی از چهار زن اولیه‌ای است که در سراسر جهان به جراحی مغز و اعصاب پرداختند و به احتمال زیاد اولین جراح مغز و اعصاب زن در جهان محسوب می‌شود. احتمالاً به دلیل جنگ سرد، کارهای بریوسووا تا حد زیادی ناشناخته و نادیده گرفته شده است.

## زندگی‌نامه

### تحصیلات
بریوسووا در ابتدا به تحصیل در رشته زبان‌شناسی و تاریخ پرداخت، اما در جبهه‌های جنگ جهانی اول به عنوان پرستار خدمت کرد و همین امر موجب علاقه‌مند شدن او به پزشکی و تغییر مسیر شغلی‌اش شد. این در حالی بود که زنان برای اولین بار در بسیاری از جوامع جهانی و همچنین در روسیه اجازه یافته بودند به طبابت بپردازند. در سال ۱۹۱۷، تحصیل در دومین مؤسسه پزشکی مسکو را آغاز کرد و در سال ۱۹۲۳ فارغ‌التحصیل شد. سپس به عنوان رزیدنت در کلینیک جراحی بیمارستان دانشگاه پزشکی دولتی یاروسلاول مشغول به کار شد. در سال ۱۹۲۵، در برنامه تحصیلات تکمیلی مؤسسه پزشکی اول مسکو در دپارتمان جراحی عملی پذیرفته شد. در طول دهه بعد، بریوسووا به عنوان پژوهشگر ارشد و استادیار مشغول به کار بود و در این دوران پیشرفت‌های بسیاری در حوزه تخصصی خود ایجاد کرد. او در سال ۱۹۳۹ از رساله دکترای فلسفه در علوم پزشکی دفاع کرد و در سال ۱۹۴۱ به عنوان استاد جراحی مغز و اعصاب منصوب شد.

### جراحی مغز و اعصاب
سرافیما به یکی از نزدیک‌ترین همکاران نیکولای بوردنکو تبدیل شد. بوردنکو که در سال ۱۹۲۴ جراحی مغز و اعصاب را به عنوان یک رشته مستقل تأسیس کرد، خود جراح نظامی و کمونیست انقلابی بود و به عنوان بنیانگذار جراحی مغز و اعصاب روسیه شناخته می‌شود. سرافیما از سال ۱۹۲۹ در مؤسسه جراحی مغز و اعصاب مسکو با او همکاری کرد و در تمام روش‌های عصبی موجود در آن زمان آموزش دید. او به ارائه درمان‌های بالینی برای آسیب‌های تروماتیک مغز، آسیب‌های اعصاب محیطی و سایر موارد پرداخت. او درک درد در سخت‌شامه، نوروانکولوژی و فشار داخل جمجمه‌ای در بیمارانی که تحت ترپاناسیون قرار گرفته بودند را مطالعه کرد. او مقالات علمی بسیاری را با نیکولای بوردنکو، آ.آ. آرندتوم و یو.وی. کونوالوف منتشر کرد. همچنین در سال ۱۹۵۱ کتاب «آنژیوگرافی مغز» را نوشت که اولین رساله روسی در مورد آنژیوگرافی مغزی بود. این اثر وجود شریان‌های ارتباطی خلفی جنینی و ویژگی‌های ناشناخته قبلی حلقه ویلیس را مستند کرد. او این مشاهدات را با نمونه‌های انسانی انجام داد و عمدتاً به عدم تقارن و ناسازگاری آناتومیک این ساختار اشاره کرد. این رساله برای مطالعات آینده بسیار حائز اهمیت شد.

### ترجمه
در دسامبر ۱۹۴۱، بریوسووا به دلیل ابتلا به آرتریت شدید مجبور به بازنشستگی از جراحی مغز و اعصاب شد و این امر او را بر آن داشت تا از تحصیلات قبلی خود در زمینه زبان‌شناسی و تسلط به چهار زبان مختلف استفاده کند. او وقت خود را صرف ترجمه مقالات مهم جراحی مغز و اعصاب به زبان روسی کرد که یکی از آنها کتاب «صرع و آناتومی عملکردی مغز انسان» نوشته وایلدر پنفیلد بود. او از طریق کار ترجمه خود اطمینان حاصل کرد که جراحان مغز و اعصاب فعلی و آینده روسیه بتوانند از ادبیات مهم این حوزه بهره ببرند.